# Piazza Dante (Nápoles)
La Piazza Dante es una de las plazas más importantes de Nápoles, Italia, situada en el  centro histórico de la ciudad. Constituye el inicio de la Via Toledo y, mediante el acceso a Port'Alba en el lado norte de la plaza, comunica con el Decumano mayor.

## Historia y descripción
Originalmente se llamaba Largo del Mercatello, porque aquí se realizaba desde 1588 uno de los dos mercados de la ciudad, diferenciándose con el diminutivo mercatello del mercado más grande y antiguo de la Piazza del Mercato.

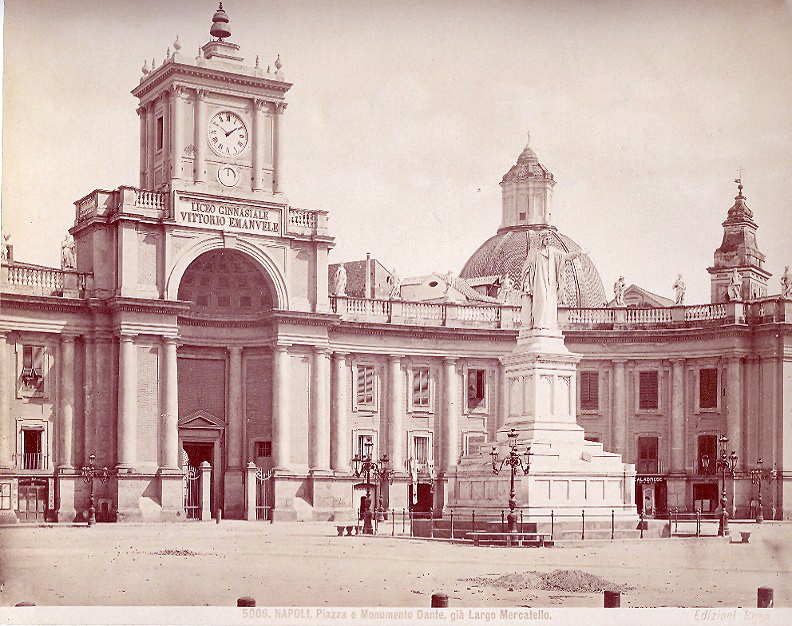
La Piazza Dante en la década de 1870

Hasta mediados del siglo XIX se elevaba al norte el almacén del grano y al sur las depósitos de aceite, durante siglos los principales comercios de alimentos de la ciudad; además había oficinas, hospitales, instituciones culturales y famosos bares.
Mayor importancia tuvo la apertura "oficial" de port'Alba en 1625, oficial porque la población había creado en la muralla un agujero abusivo para facilitar las comunicaciones con las aldeas, en particular con el de Avvocata, que estaba creciendo rápidamente.

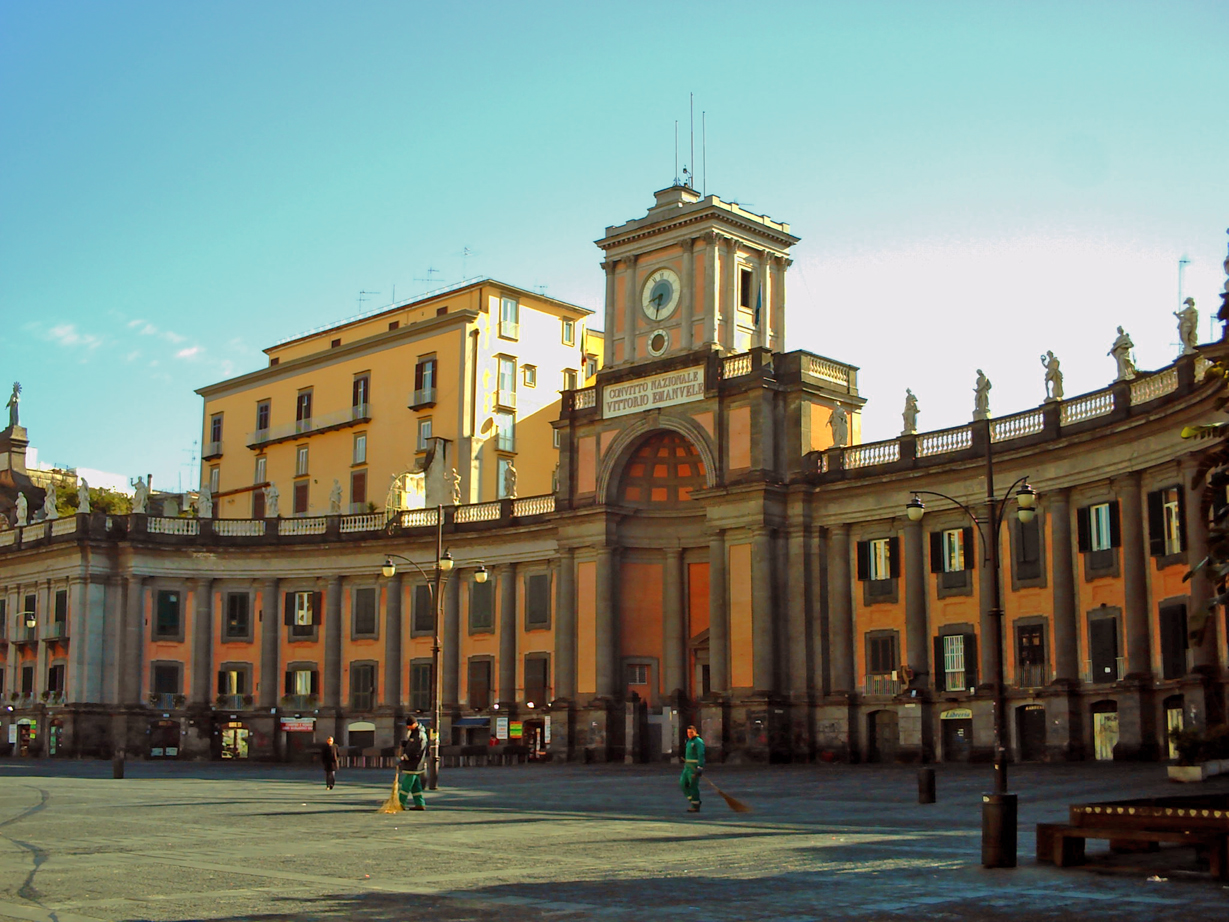
El Foro Carolino

La plaza adquirió su estructura actual en la segunda mitad del siglo XVIII, con la intervención del arquitecto Luigi Vanvitelli; el "Foro Carolino" que se le encargó debía constituir un monumento al soberano Carlos III de Borbón. Las obras duraron de 1757 a 1765, y el resultado fue un gran hemiciclo, tangente a las murallas aragonesas, que visto horizontalmente abrazaba Port'Alba al oeste, y flanqueaba la Iglesia de San Miguel al este.
El edificio, con sus dos características alas curvas, tiene en la azotea veintiséis estatuas que representan las virtudes de Carlos (tres son de Giuseppe Sanmartino, las otras de escultores de Carrara), y en el centro un nicho que debía haber albergado una estatua ecuestre del monarca (que nunca se realizó) además de un reloj, de época posterior.
Desde 1843 el nicho central constituye la entrada del convento de los jesuitas, que se convirtió en 1861 en el Convitto nazionale Vittorio Emanuele II, ubicado en los locales del antiguo convento de San Sebastián y del que todavía son visibles sus dos claustros (la cúpula de la iglesia se derrumbó en mayo de 1941); el más pequeño y antiguo es un raro testimonio de la Nápoles entre las épocas románicas y góticas; mientras que el mayor conserva la estructura del siglo XVI.

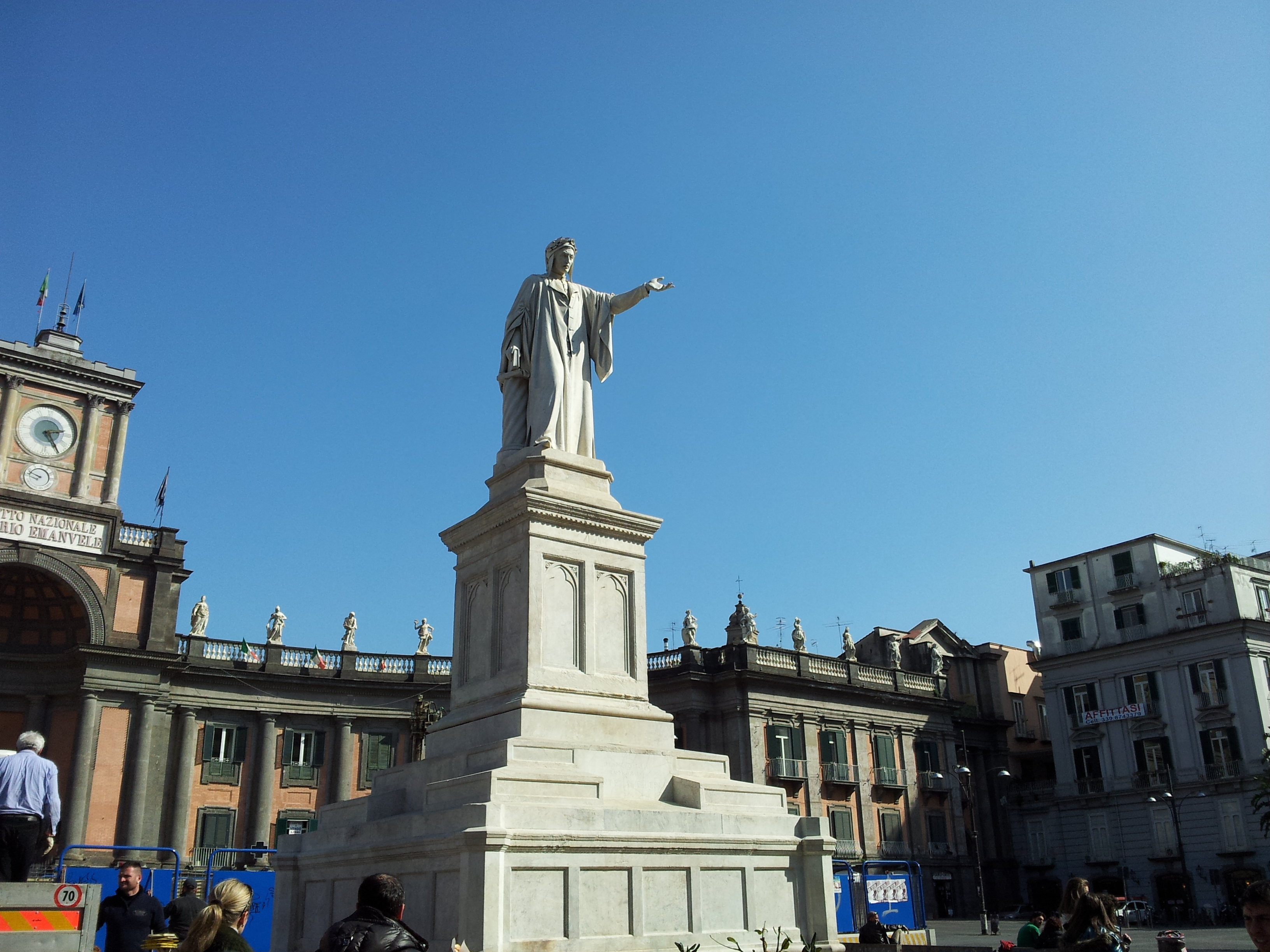
El monumento a Dante

En el centro de la plaza hay una gran estatua de Dante Alighieri, obra de los escultores Tito Angelini y Tommaso Solari junior, inaugurada el 13 de julio de 1871 (fecha en la que se dedicó la plaza al poeta) y colocada en un basamento diseñado por el ingeniero Gherardo Rega. En la actualidad a sus lados, más alejadas, están las salidas de la línea 1 del metro. La plaza fue rediseñada y reformada con ocasión de las obras del metro, que terminaron en 2002. Todo el hemiciclo se ha transformado en zona peatonal.
Cerca de la plaza hay cuatro iglesias monumentales: en sentido antihorario desde el norte, la de la Immacolata degli Operatori Sanitari, de Santa Maria di Caravaggio, de San Domenico Soriano y de San Michele a Port'Alba.

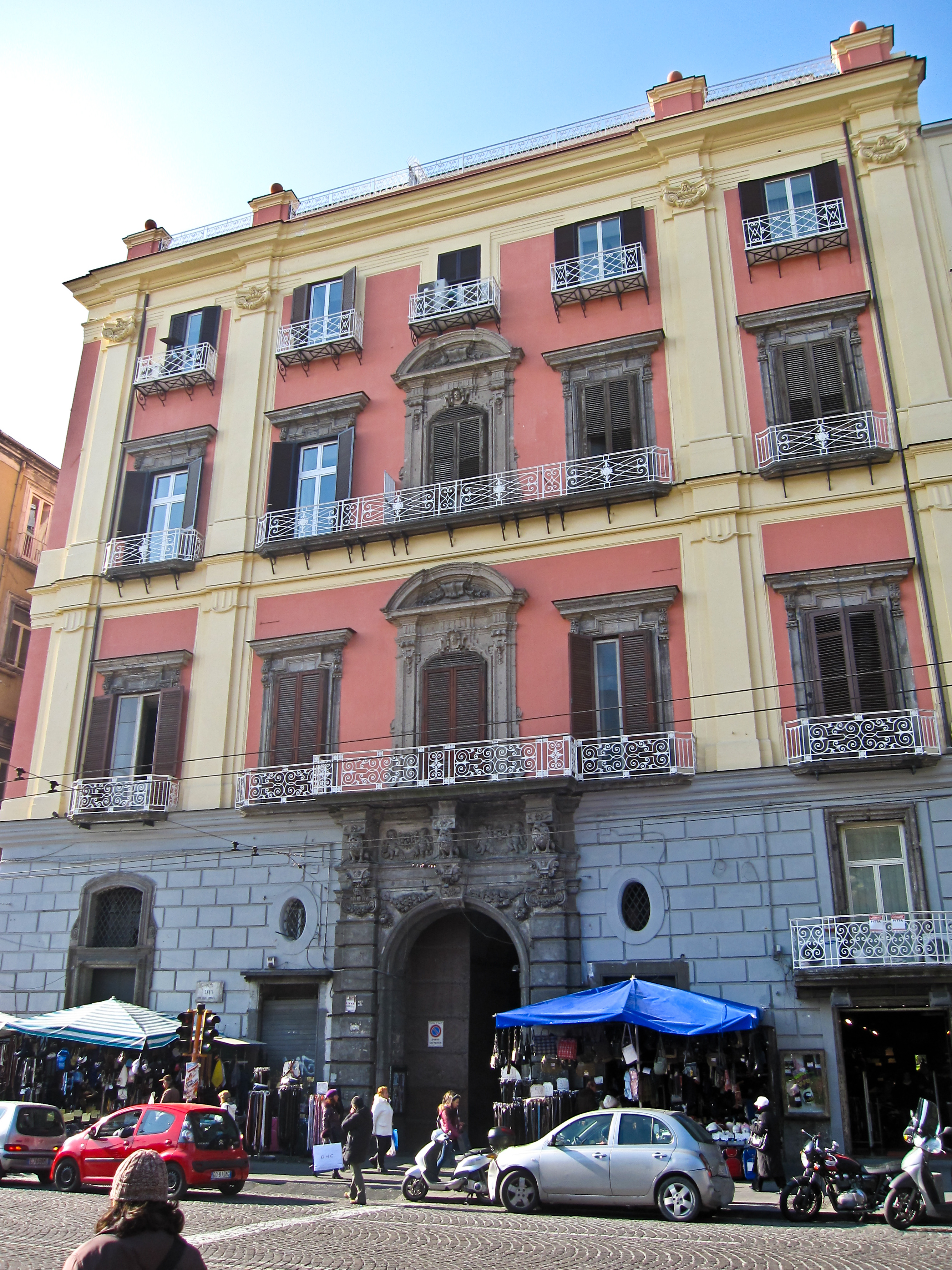
Palazzo Ruffo di Bagnara.

En el lado opuesto al hemiciclo están situados, además de las iglesias de Santa Maria di Caravaggio y San Domenico Soriano, sus respectivos conventos antiguos: el primero se convirtió en sede del instituto para invidentes fundado por Domenico Martuscelli (recordado con un busto esculpido en 1922 por Luigi De Luca y colocado en los jardines de la plaza) para convertirse posteriormente en la sede de la Segunda Municipalidad de Nápoles. El segundo convento es actualmente sede del Registro Civil de la Comuna.
Entre los dos accesos está situado el palazzo Ruffo di Bagnara con su capilla privada anexa mientras que en el lado izquierdo de Port'Alba está el palazzo Rinuccini. A poca distancia de la plaza está la villa Conigliera, en el 7 de Vico Luperano, edificada en época aragonesa.
Tras las obras de construcción de la Estación Dante de la Línea 1 se peatonalizó completamente el hemiciclo de la plaza. En septiembre de 2011, la plaza fue cerrada completamente al tráfico privado para disuadir es uso del automóvil en la ciudad, convirtiéndose en un carril de uso exclusivo de medios públicos. Posteriormente, en verano de 2013, se redujo la clausura al tráfico de las 9 a las 18 cada día, transformándose así en ZTL.

## Transporte
- En la plaza está la Estación Dante de la Línea 1 del metro.
- Se puede llegar a la plaza con las líneas de autobús y trolebús 139, 168, 178, 182, 184, 201, 204, 460, 584, C63 y N3.